# Nahant
Nahant [nəˈhʌnt] ist eine Town im Essex County im US-Bundesstaat Massachusetts sowie ein CDP. Die Volkszählung von 2020 erfasste 3.334 Einwohner.

## Geschichte
Die Ureinwohner der Gegend nannten die Halbinsel „Nahant“, was so viel bedeutet wie „Landspitze“ oder „fast eine Insel“. Nahant ragt als felsige Halbinsel in die Massachusetts-Bucht hinein. Früher wurde sie oft von den Einwohnern der westlich gelegenen Stadt Lynn als Weidegrund für Rinder, Schafe und Ziegen genutzt. Im Jahre 1803 wurde hier das erste Hotel gebaut und ab 1817 gab es eine tägliche Verbindung per Dampfboot von und nach Boston. Administrativ existiert die Gemeinde erst seit 1853. Ende des 19. Jahrhunderts entwickelte sich die Halbinsel zu einem Freizeit- und Erholungsziel. Unter anderem wurde hier der erste Vergnügungspark der Gegend errichtet. Während des Zweiten Weltkriegs war an der Ostseite eine Geschützstellung der Küstenartillerie errichtet worden. Jetzt ist dort der Gemeindepark und der Standort des Marine Science Center der Boston University.

### Bekannte Sommergäste
- Frederic Tudor (1783–1864), Geschäftsmann
- Henry Wadsworth Longfellow (1807–1882), Dichter
- Henry Cabot Lodge (1850–1924), Senator
- Maurice Prendergast (1858–1924), Künstler
- Curtis Guild Junior (1860–1915), Gouverneur
- Henry Cabot Lodge Jr. (1902–1985), Senator
- Cleveland Amory (1917–1998), Schriftsteller

### Museen
- Heimatmuseum im Nahant Community Center

## Geographie
Laut amerikanischer Statistikbehörde ist die Gemeinde 40,1 km² groß. Hiervon sind allerdings nur 3,2 km² Landfläche, der Rest ist Wasser. Die Halbinsel ist lediglich durch einen Damm mit der „Festlandstadt“ Lynn verbunden.

## Demographie
Die Volkszählung im Jahre 2000 erbrachte für Nahant folgende Ergebnisse: In 1.629 Haushalten wohnten 3.632 Einwohner. Von den Haushalten waren 970 Familienhaushalte. Diese Haushalte verteilten sich auf 1.704 Wohngebäude.
In der Gemeinde wohnen fast ausschließlich Weiße (97,11 %).
Unter den Haushalten gab es 49,4 % verheiratete Paare, 7,8 % Alleinerziehendenhaushalte und 33,8 % Singlehaushalte. Der Anteil der Singlehaushalte alter Menschen betrug 11,7 %.
Die durchschnittliche Haushaltsgröße betrug 2,2 Einwohner; die durchschnittliche Familienstärke lag bei 2,85 Einwohner.
Der Altersaufbau der Bevölkerung von Nahant ergab ein Durchschnittsalter von 45 Jahren. Der Anteil der unter 18-Jährigen beträgt 18,6 %, derjenige der über 65-Jährigen 19,4 %. Auf 100 weibliche Einwohner kamen 86,7 männliche Einwohner.
Das mittlere Haushaltseinkommen lag bei 64.052 US-$, das mittlere Familieneinkommen betrug 76.926 $. Männer hatten deutlich höhere Einkommen als Frauen: 52.045 $ zu 46.522 $. Unterhalb der Armutsgrenze lebten 1,4 % der Familien und 2,6 % der Gesamtbevölkerung. Hierbei betrug der Anteil der unter 18-Jährigen 2,7 % und derjenige der über 65-Jährigen 2,0 %.

## Schulwesen
Nahant hat keine weiterführende Schule. Bis zur 6. Klasse besuchen Schüler die Johnson Elementary School in Nahant. Schüler der Klassen 7–12 fahren nach Swampscott und besuchen die Swampscott High School.

## Touristische Attraktionen
- Das jährliche „Fourth of July“-Feuerwerk, von dem viele Einheimische behaupten, es sei das Beste in der Umgebung Bostons
- Die seit 1996 jährlich abgehaltene Weihnachtsparade ist eines der größten und wichtigsten Ereignisse der Gemeinde.
- Als faktische Insel hat Nahant keinen Mangel an Stränden. Deshalb ist Nahant auch ein vielbesuchter Badeort.